# Isacco di Alessandria (copto)
Papa Isacco di Alessandria (in copto Ⲓⲥⲁⲁⲕ, in arabo إسحق‎?; ... – 18 novembre 692) è stato il 41º papa della Chiesa copta, dal 690 alla sua morte.

## Biografia
Il suo predecessore Giovanni lo designò ancora in vita come futuro papa della Chiesa copta, ma ottenne la carica solamente con l'intervento del governatore egiziano Abd al-Aziz ibn Marwan poiché il clero copto era contrario alla sua elezione.
Venne successivamente accusato allo stesso governatore di aver effettuato scambi di corrispondenza con i re di Etiopia e di Nubia nel tentativo di risolvere alcune problematiche loro. Questi scambi epistolari potevano condannare Isacco come traditore.
Durante il suo regno Abd al-Aziz riprese a perseguitare i cristiani ordinando la distruzione mediante fuoco delle croci e l'affissione alle porte delle Chiese di una scritta inneggiante al'islam.